# وکسهلم مونیکیپلیتی
وکسهلم مونیکیپلیتی (به سوئدی: Vaxholm Municipality) یک ناحیه شهری در سوئد است که در استان استکهلم واقع شده‌است.